# Renelda Swan
Renelda Swan, född 12 december 1957, är en friidrottare från Bermuda. Han deltog vid olympiska sommarspelen 1976.